# Баходір Жалолов
Баходір Ісоміддін угли Жалолов  (узб. Bahodir Isomiddin Ugli Jalolov нар. 8 липня 1994) — узбецький професійний боксер, що виступає у надважкій ваговій категорії, дворазовий олімпійський чемпіон 2020 та 2024 років, чемпіон світу, Азії та Азійських ігор.

## Любительська кар'єра
Чемпіонат світу 2015
- 1/16 фіналу: Переміг Мохамеда Грамеса (Алжир) — 4-0
- 1/8 фіналу: Переміг Леньера Перо (Куба) — 2-1
- 1/4 фіналу: Переміг Хуссейна Ішаіша (Йорданія) — 3-0
- 1/2 фіналу: Програв Івану Дичко (Казахстан) — 1-2

Олімпійські ігри 2016
- 1/8 фіналу:Переміг Едгара Муньйоса (Венесуела) — TKO
- 1/4 фіналу:Програв Джозефу Джойсу (Велика Британія) — 0-3

Чемпіонат світу 2017
- 1/8 фіналу: Переміг Кема Ларсена (Данія) — KO
- 1/4 фіналу: Програв Камшибеку Кункабаєву (Казахстан) — 2-3

Чемпіонат світу 2019
- 1/8 фіналу: Переміг Цотне Рогаву (Україна) — 5-0
- 1/4 фіналу: Переміг Річарда Торреза (США) — KO
- 1/2 фіналу: Переміг Максима Бабаніна (Росія) — 5-0
- Фінал: Переміг Камшибека Кункабаєва (Казахстан) — 5-0

Олімпійські ігри 2020
- 1/8 фіналу: Переміг Мухаммада Абдуллаєва (Азербайджан) — 5-0
- 1/4 фіналу: Переміг Сатіша Кумара (Індія) — 5-0
- 1/2 фіналу: Переміг Фрейзера Кларка (Велика Британія) — RSC
- Фінал: Переміг Річарда Торреза (США) — 5-0

Чемпіонат світу 2023
- 1/16 фіналу: Переміг Даніса Латипова (Бахрейн) — 5-0
- 1/8 фіналу: Переміг Теремоана Джуніора (Австралія) — RSC
- 1/4 фіналу: Переміг Камшибека Кункабаєва (Казахстан) — 5-0
- 1/2 фіналу: Пройшов без бою Аюб Гадфа (Іспанія) — w/o
- Фінал: Переміг Фернандо Арсола (Куба) — RSC

На Азійських іграх 2022, що через пандемію коронавірусної хвороби пройшли 2023 року, став чемпіоном і кваліфікувався на Олімпійські ігри 2024. Здобувши на попередніх стадіях дві дострокові перемоги, у фіналі переміг Камшибека Кункабаєва (Казахстан).
Олімпійські ігри 2024
- 1/8 фіналу: Переміг Омара Шиха (Норвегія) — 5-0
- 1/4 фіналу: Переміг Теремоана Джуніора (Австралія) — 5-0
- 1/2 фіналу: Переміг Нелві Тяфак (Німеччина) — 5-0
- Фінал: Переміг Аюб Гадфа (Іспанія) — 5-0

## Професіональна кар'єра

### Таблиця боїв
| 15 Перемог (14 нокаутом, 1 за рішенням суддів), 0 Поразок (0 нокаутом, 0 за рішенням суддів) |        |                      |        |              |                   |                                                   |          |
| Результат                                                                                    | Рекорд | Суперник             | Спосіб | Раунд, час   | Дата              | Місце проведення                                  | Примітки |
| Перемога                                                                                     | 15-0   | Ігор Шевадзуцький    | UD     | 10           | 5 квітня 2025     | Barys Arena, Астана                               |          |
| Перемога                                                                                     | 14-0   | Кріс Томпсон         | KO     | 1 (10)       | 17 листопада 2023 | Humo Arena, Ташкент                               |          |
| Перемога                                                                                     | 13-0   | Онореде Евареме      | KO     | 1 (8)        | 26 серпня 2023    | Hard Rock Hotel & Casino, Талса                   |          |
| Перемога                                                                                     | 12-0   | Кертіс Гарпер        | KO     | 4 (10), 1:53 | 26 листопада 2022 | СтабХаб Центр, Карсон                             |          |
| Перемога                                                                                     | 11-0   | Джек Муловай         | KO     | 8 (8), 1:20  | 10 червня 2022    | Turning Stone Resort Casino, Верона, Нью-Йорк     |          |
| Перемога                                                                                     | 10-0   | Каміль Соколовський  | TKO    | 5 (8), 1:17  | 18 березня 2022   | Aviation Club Tennis Centre, Дубай                |          |
| Перемога                                                                                     | 9-0    | Хуліо Сезар Калімено | TKO    | 1 (6), 0:46  | 11 грудня 2021    | Coca-Cola Arena, Дубай                            |          |
| Перемога                                                                                     | 8-0    | Крістас Зутіс        | TKO    | 2 (6), 1:16  | 3 квітня 2021     | Humo Arena, Ташкент                               |          |
| Перемога                                                                                     | 7-0    | Вільфредо Леа        | RTD    | 1 (6), 3:00  | 12 грудня 2020    | Salon CTM, Сан-Луїс-Ріо-Колорадо                  |          |
| Перемога                                                                                     | 6-0    | Брендан Барретт      | KO     | 1 (6), 2:45  | 10 квітня 2019    | Sony Hall, Нью-Йорк                               |          |
| Перемога                                                                                     | 5-0    | Віллі Гервей         | TKO    | 2 (6), 1:11  | 15 березня 2019   | Marconi Automotive Museum, Тастін, Каліфорнія     |          |
| Перемога                                                                                     | 4-0    | Маркус Валентіне     | KO     | 1 (4), 2:29  | 8 грудня 2018     | Industry Hills Expo Center, Ла-Пуенте, Каліфорнія |          |
| Перемога                                                                                     | 3-0    | Тірел Вайт           | RTD    | 4 (6), 3:00  | 27 жовтня 2018    | Медісон-сквер-гарден, Нью-Йорк                    |          |
| Перемога                                                                                     | 2-0    | Едуардо Вітела       | TKO    | 1 (6), 0:47  | 29 вересня 2018   | Kings Theatre, Нью-Йорк                           |          |
| Перемога                                                                                     | 1-0    | Хуго Трулільйо       | TKO    | 3 (6), 1:14  | 5 травня 2018     | Foxwoods Resort Casino, Коннектикут               |          |